# Copa de Naciones del Golfo de 1988
La Copa de Naciones del Golfo de 1988 (en árabe: كأس الخليج العربي‎) es la novena edición del torneo de fútbol a nivel de selecciones nacionales de las monarquías del Golfo y que contó con la participación de siete países del área.
Irak fue el campeón al ser el que hizo más puntos durante el torneo que se jugó en Riad, Arabia Saudita.

## Resultados
| País           | Pts | J | G | E | P | GF | GC | GD |
| -------------- | --- | - | - | - | - | -- | -- | -- |
| Irak           | 10  | 6 | 4 | 2 | 0 | 8  | 1  | +7 |
| UAE            | 8   | 6 | 3 | 2 | 1 | 7  | 4  | +3 |
| Arabia Saudita | 7   | 6 | 2 | 3 | 1 | 5  | 4  | +1 |
| Baréin         | 6   | 6 | 3 | 0 | 3 | 4  | 4  | 0  |
| Kuwait         | 4   | 6 | 1 | 2 | 3 | 3  | 4  | −1 |
| Catar          | 4   | 6 | 1 | 2 | 3 | 4  | 8  | −4 |
| Omán           | 3   | 6 | 1 | 1 | 4 | 3  | 9  | −6 |

| Equipo 1       | Resultado | Equipo 2       |
| -------------- | --------- | -------------- |
| Omán           | 0-2       | Arabia Saudita |
| Kuwait         | 1-1       | Catar          |
| Baréin         | 0-2       | UAE            |
| Irak           | 1-1       | Omán           |
| Arabia Saudita | 0-0       | Catar          |
| UAE            | 1-0       | Kuwait         |
| Omán           | 0-2       | Baréin         |
| Catar          | 2-1       | UAE            |
| Irak           | 1-0       | Kuwait         |
| Arabia Saudita | 1-0       | Baréin         |
| UAE            | 0-0       | Irak           |
| Omán           | 2-1       | Catar          |
| Baréin         | 1-0       | Kuwait         |
| Irak           | 3-0       | Catar          |
| Arabia Saudita | 2-2       | UAE            |
| Omán           | 0-2       | Kuwait         |
| Arabia Saudita | 0-2       | Irak           |
| Baréin         | 1-0       | Catar          |
| UAE            | 1-0       | Omán           |
| Kuwait         | 0-0       | Arabia Saudita |
| Irak           | 1-0       | Baréin         |

## Campeón
| Copa de Naciones del Golfo 1988 |
| ------------------------------- |
| Bandera de Irak                 |
| Irak 3º Título                  |